# Matthew Schofield
Matthew Schofield (* 18. listopadu 1971) je americký režisér seriálu Simpsonovi. Od 21. řady zrežíroval šest dílů tohoto seriálu. Byl asistentem režie Simpsonových ve filmu z roku 2007 a krátkého filmu Simpsonových z roku 2012 Simpsonovi: Maggie zasahuje. Spolupracoval na filmech Princ egyptský (1998) a Železný obr (1999).

## Režijní filmografie

### DílySimpsonových
21. řada
- Speciální čarodějnický díl XX (s Mikem B. Andersonem)

22. řada
- Předvánoční hádky (s Bobem Andersonem)
- Příběh škorpióna

23. řada
- Líza a Lady Gaga

24. řada
- Pěst na oko

25. řada
- Muž, který modifikoval příliš mnoho